# Lino Pizzi
Lino Pizzi (ur. 25 września 1942 w Rivara) – włoski duchowny katolicki, biskup Forlì w latach 2006-2018.

## Życiorys
Święcenia kapłańskie otrzymał 18 czerwca 1966. Doktoryzował się z liturgiki na rzymskim Anselmianum. Inkardynowany do archidiecezji Modena, po krótkim stażu wikariuszowskim został pracownikiem seminarium w Modenie. W 1986, po przyłączeniu do diecezji opactwa Nonantola, został proboszczem tamtejszej parafii. W 1999 powrócił do modeńskiego seminarium i objął urząd jego rektora.
12 listopada 2005 papież Benedykt XVI mianował go ordynariuszem diecezji Forlì. Sakry biskupiej udzielił mu 22 stycznia 2006 ówczesny nuncjusz apostolski we Włoszech - abp Paolo Romeo.
23 stycznia 2018 przeszedł na emeryturę.